# 야마네촌 (후쿠시마현)
야마네촌(山根村)은 후쿠시마현 다무라군에 일찍이 존재했던 촌이다.

## 역사
- 1889년 4월 1일 - 정촌제 시행에 의해 5촌이 합병해 다무라군 야마네촌이 성립하였다.
- 1955년 2월 1일 - 도키와정과 합병해, 도키와정이 성립하여, 동일 야마네촌이 폐지되었다.

## 오아자
- 세키모토（関本）
- 고비야마（小檜山）
- 핫타（堀田）
- 와세가와（早稲川）
- 야마네（山根）

## 인구
- 1889년 1,442
- 1920년 2,707
- 1947년 3,164

## 참고문헌
- 角川日本地名大辞典編纂委員会『角川日本地名大辞典 7 福島県』、角川書店、1981年 ISBN 4040010701
- 日本加除出版株式会社編集部『全国市町村名変遷総覧』、日本加除出版、2006年、ISBN 4817813180